# Liste der Nummer-eins-Hits in Italien (2000)
Diese Liste der Nummer-eins-Hits basiert auf den offiziellen Chartlisten der Federazione Industria Musicale Italiana (FIMI), der italienischen Landesgruppe der IFPI, im Jahr 2000. Berücksichtigt werden die Album- und Singlecharts.

## Singles
| ← 1999 ← | Liste der Nummer-eins-Hits in Italien | Liste der Nummer-eins-Hits in Italien | Liste der Nummer-eins-Hits in Italien                                                                   | 2001 → |
| \| Zeitraum \| Wo. ges. \| Interpret \| Titel Autor(en) \| Zusätzliche Informationen \| \| (Zeitraum, Wochen auf Platz eins, Interpret, Titel, Autor[en], zusätzliche Informationen) \| \| \| \| \| \| ----------------------------------------------------------------------------------------- \| -------- \| --------------- \| ------------------------------------------------------------------------------------------------------- \| ----------------------------------------------------------------------------------------------------------------------------------------------------------------------------------------------------------------------- \| \| 12. November 1999 – 6. Januar 2000 8 Wochen \| 8 \| Vasco Rossi \| La fine del millennio Vasco Rossi \| Die Erlöse dieser Single gingen an die nach Rossis verstorbenem Musikerkollegen Massimo Riva benannte Organisation zur Bekämpfung und Prävention der Drogensucht. \| \| 7. Januar 2000 – 13. Januar 2000 1 Woche \| 1 \| Ronan Keating \| When You Say Nothing at All Paul Overstreet, Don Schlitz \| Das Lied wurde ursprünglich von Keith Whitley 1988 veröffentlicht. Keating veröffentlichte die Coverversion, die auch den Titelsong des Films Notting Hill bildete, als erste Solo-Single nach seiner Zeit bei Boyzone. \| \| 14. Januar 2000 – 20. Januar 2000 1 Woche \| 1 \| Eiffel 65 \| Move Your Body Domenico Capuano, Roberto Molinaro, Maurizio Lobina, Gianfranco Randone, Massimo Gabutti \| Mit seiner zweiten Single erreichte das italienische DJ-Projekt nun auch in der Heimat die Chartspitze, nachdem Blue (Da Ba Dee) im Vorjahr auf Platz drei stehengeblieben war. \| \| 21. Januar 2000 – 27. Januar 2000 1 Woche \| 1 \| Lene Marlin \| Where I’m Headed Lene Marlin \| Mit ihrer dritten Single gelang der norwegischen Musikerin in Italien bereits der zweite Nummer-eins-Hit. \| \| 28. Januar 2000 – 3. Februar 2000 1 Woche \| 1 \| Aqua \| Cartoon Heroes Søren Rasted, Claus Norreen \| Für die dänisch-norwegische Band ist es der erste Nummer-eins-Hit in Italien: Barbie Girl war 1997 nur auf den zweiten Platz gekommen. \| \| 4. Februar 2000 – 17. Februar 2000 2 Wochen \| 2 \| Oasis \| Go Let It Out Noel Gallagher \| – \| \| 18. Februar 2000 – 24. Februar 2000 1 Woche \| 1 \| All Saints \| Pure Shores William Orbit, Shaznay Lewis \| Das Lied aus dem Soundtrack von The Beach brachte der Girlgroup einen Nummer-eins-Hit ein. \| \| 25. Februar 2000 – 24. März 2000 4 Wochen (insgesamt 5) \| 5 \| Madonna \| American Pie Don McLean \| Madonna coverte den Hit von Don McLean aus dem Jahr 1972 für den Soundtrack ihres Films Ein Freund zum Verlieben. \| \| 25. März 2000 – 6. April 2000 2 Wochen \| 2 \| Renato Zero \| Tutti gli zeri del mondo Renato Zero, Maurizio Fabrizio \| Zero präsentierte das Lied im Rahmen der gleichnamigen, von ihm moderierten RAI-Sendung. Es wurde sein vierter Nummer-eins-Hit. \| \| 7. April 2000 – 20. April 2000 2 Wochen \| 2 \| Piero Pelù \| Io ci sarò Piero Pelù \| Nach dem Ausstieg aus seiner Band Litfiba gelang Pelù gleich mit seiner ersten Solo-Single der Sprung an die Chartspitze. Schon im Vorjahr hatte er diese zusammen mit Ligabue und Jovanotti erreicht. \| \| 21. April 2000 – 27. April 2000 1 Woche (insgesamt 5) \| 5 \| Madonna \| American Pie Don McLean \| – \| \| 28. April 2000 – 4. Mai 2000 1 Woche \| 1 \| Bloodhound Gang \| The Bad Touch Jimmy Pop \| Mit dem kontrovers diskutierten Lied, das auch von Eiffel 65 geremixt wurde, gelang der Band ein Welterfolg. \| \| 5. Mai 2000 – 11. Mai 2000 1 Woche \| 1 \| Britney Spears \| Oops!… I Did It Again Max Martin, Rami Yacoub \| Nach ihrem Debüt im Vorjahr konnte die Sängerin zum zweiten Mal an die Spitze der italienischen Singlecharts klettern. \| \| 12. Mai 2000 – 8. Juni 2000 4 Wochen (insgesamt 6) \| 6 \| Bon Jovi \| It’s My Life Jon Bon Jovi, Richie Sambora, Max Martin \| – \| \| 9. Juni 2000 – 15. Juni 2000 1 Woche (insgesamt 4) \| 4 \| Paola & Chiara \| Vamos a bailar (esta vida nueva) Paola Iezzi, Chiara Iezzi \| Der Sommerhit des italienischen Duos wurde beim Festivalbar-Wettbewerb als bester Radiohit ausgezeichnet. \| \| 16. Juni 2000 – 29. Juni 2000 2 Wochen (insgesamt 6) \| 6 \| Bon Jovi \| It’s My Life Jon Bon Jovi, Richie Sambora, Max Martin \| – \| \| 30. Juni 2000 – 20. Juli 2000 3 Wochen (insgesamt 4) \| 4 \| Paola & Chiara \| Vamos a bailar (esta vida nueva) Paola Iezzi, Chiara Iezzi \| – \| \| 21. Juli 2000 – 17. August 2000 4 Wochen \| 4 \| Bomfunk MC’s \| Freestyler Raymond Ebanks, JS-16 \| Das Lied der finnischen Hip-Hop-Gruppe war ein weltweiter Erfolg. \| \| 18. August 2000 – 28. September 2000 6 Wochen \| 6 \| Madonna \| Music Madonna, Mirwais Ahmadzaï \| Auch die zweite Single aus dem gleichnamigen Album der italienischstämmigen Sängerin schaffte eine Spitzenplatzierung. \| \| 29. September 2000 – 5. Oktober 2000 1 Woche \| 1 \| Eros Ramazzotti \| Fuoco nel fuoco Eros Ramazzotti, Claudio Guidetti, Adelio Cogliati \| Für den italienischen Sänger ist es in seinem Heimatland der vierte Nummer-eins-Hit, das Lied war auch im Ausland erfolgreich. \| \| 6. Oktober 2000 – 26. Oktober 2000 3 Wochen (insgesamt 4) \| 4 \| U2 \| Beautiful Day U2 \| – \| \| 27. Oktober 2000 – 2. November 2000 1 Woche \| 1 \| Ricky Martin \| She Bangs Desmond Child, Walter Afanasieff, Robi Draco Rosa, Glenn Monroig, Julia Sierra, Daniel López \| – \| \| 3. November 2000 – 9. November 2000 1 Woche (insgesamt 4) \| 4 \| U2 \| Beautiful Day U2 \| – \| \| 10. November 2000 – 16. November 2000 1 Woche \| 1 \| Backstreet Boys \| Shape of My Heart Max Martin, Rami Yacoub, Lisa Miskovsky \| Auch der amerikanischen Boyband gelang ein Nummer-eins-Hit. Für Songwriter und Produzent Martin ist es bereits der dritte in diesem Jahr. \| \| 17. November 2000 – 7. Dezember 2000 3 Wochen \| 3 \| Lenny Kravitz \| Again Lenny Kravitz \| Weltweit erreichte das Lied nur in Italien die Chartspitze. \| \| 8. Dezember 2000 – 14. Dezember 2000 1 Woche \| 1 \| Madonna \| Don’t Tell Me Madonna, Mirwais Ahmadzaï, Joe Henry \| Mit der dritten Single aus ihrem Nummer-eins-Album Music gelang der Künstlerin auch der dritte Nummer-eins-Hit innerhalb eines Jahres. \| \| 15. Dezember 2000 – 11. Januar 2001 4 Wochen (insgesamt 7) \| 7 \| Shivaree \| Goodnight Moon Ambrosia Parsley, Duke McVinnie \| Nur in Italien konnte die Alternative-Band mit ihrer Debütsingle bis an die Spitze der Charts klettern. \| |                                       |                                       | | |
| ← 1999 |                                       |                                       | | → 2001 → |
| Zeitraum | Wo. ges.                              | Interpret                             | Titel Autor(en)                                                                                         | Zusätzliche Informationen |
| (Zeitraum, Wochen auf Platz eins, Interpret, Titel, Autor[en], zusätzliche Informationen) |                                       |                                       | | |
| 12. November 1999 – 6. Januar 2000 8 Wochen | 8                                     | Vasco Rossi                           | La fine del millennio Vasco Rossi                                                                       | Die Erlöse dieser Single gingen an die nach Rossis verstorbenem Musikerkollegen Massimo Riva benannte Organisation zur Bekämpfung und Prävention der Drogensucht.                                                       |
| 7. Januar 2000 – 13. Januar 2000 1 Woche | 1                                     | Ronan Keating                         | When You Say Nothing at All Paul Overstreet, Don Schlitz                                                | Das Lied wurde ursprünglich von Keith Whitley 1988 veröffentlicht. Keating veröffentlichte die Coverversion, die auch den Titelsong des Films Notting Hill bildete, als erste Solo-Single nach seiner Zeit bei Boyzone. |
| 14. Januar 2000 – 20. Januar 2000 1 Woche | 1                                     | Eiffel 65                             | Move Your Body Domenico Capuano, Roberto Molinaro, Maurizio Lobina, Gianfranco Randone, Massimo Gabutti | Mit seiner zweiten Single erreichte das italienische DJ-Projekt nun auch in der Heimat die Chartspitze, nachdem Blue (Da Ba Dee) im Vorjahr auf Platz drei stehengeblieben war.                                         |
| 21. Januar 2000 – 27. Januar 2000 1 Woche | 1                                     | Lene Marlin                           | Where I’m Headed Lene Marlin                                                                            | Mit ihrer dritten Single gelang der norwegischen Musikerin in Italien bereits der zweite Nummer-eins-Hit. |
| 28. Januar 2000 – 3. Februar 2000 1 Woche | 1                                     | Aqua                                  | Cartoon Heroes Søren Rasted, Claus Norreen                                                              | Für die dänisch-norwegische Band ist es der erste Nummer-eins-Hit in Italien: Barbie Girl war 1997 nur auf den zweiten Platz gekommen.                                                                                  |
| 4. Februar 2000 – 17. Februar 2000 2 Wochen | 2                                     | Oasis                                 | Go Let It Out Noel Gallagher                                                                            | – |
| 18. Februar 2000 – 24. Februar 2000 1 Woche | 1                                     | All Saints                            | Pure Shores William Orbit, Shaznay Lewis                                                                | Das Lied aus dem Soundtrack von The Beach brachte der Girlgroup einen Nummer-eins-Hit ein. |
| 25. Februar 2000 – 24. März 2000 4 Wochen (insgesamt 5) | 5                                     | Madonna                               | American Pie Don McLean                                                                                 | Madonna coverte den Hit von Don McLean aus dem Jahr 1972 für den Soundtrack ihres Films Ein Freund zum Verlieben. |
| 25. März 2000 – 6. April 2000 2 Wochen | 2                                     | Renato Zero                           | Tutti gli zeri del mondo Renato Zero, Maurizio Fabrizio                                                 | Zero präsentierte das Lied im Rahmen der gleichnamigen, von ihm moderierten RAI-Sendung. Es wurde sein vierter Nummer-eins-Hit.                                                                                         |
| 7. April 2000 – 20. April 2000 2 Wochen | 2                                     | Piero Pelù                            | Io ci sarò Piero Pelù                                                                                   | Nach dem Ausstieg aus seiner Band Litfiba gelang Pelù gleich mit seiner ersten Solo-Single der Sprung an die Chartspitze. Schon im Vorjahr hatte er diese zusammen mit Ligabue und Jovanotti erreicht.                  |
| 21. April 2000 – 27. April 2000 1 Woche (insgesamt 5) | 5                                     | Madonna                               | American Pie Don McLean                                                                                 | – |
| 28. April 2000 – 4. Mai 2000 1 Woche | 1                                     | Bloodhound Gang                       | The Bad Touch Jimmy Pop                                                                                 | Mit dem kontrovers diskutierten Lied, das auch von Eiffel 65 geremixt wurde, gelang der Band ein Welterfolg. |
| 5. Mai 2000 – 11. Mai 2000 1 Woche | 1                                     | Britney Spears                        | Oops!… I Did It Again Max Martin, Rami Yacoub                                                           | Nach ihrem Debüt im Vorjahr konnte die Sängerin zum zweiten Mal an die Spitze der italienischen Singlecharts klettern.                                                                                                  |
| 12. Mai 2000 – 8. Juni 2000 4 Wochen (insgesamt 6) | 6                                     | Bon Jovi                              | It’s My Life Jon Bon Jovi, Richie Sambora, Max Martin                                                   | – |
| 9. Juni 2000 – 15. Juni 2000 1 Woche (insgesamt 4) | 4                                     | Paola & Chiara                        | Vamos a bailar (esta vida nueva) Paola Iezzi, Chiara Iezzi                                              | Der Sommerhit des italienischen Duos wurde beim Festivalbar-Wettbewerb als bester Radiohit ausgezeichnet. |
| 16. Juni 2000 – 29. Juni 2000 2 Wochen (insgesamt 6) | 6                                     | Bon Jovi                              | It’s My Life Jon Bon Jovi, Richie Sambora, Max Martin                                                   | – |
| 30. Juni 2000 – 20. Juli 2000 3 Wochen (insgesamt 4) | 4                                     | Paola & Chiara                        | Vamos a bailar (esta vida nueva) Paola Iezzi, Chiara Iezzi                                              | – |
| 21. Juli 2000 – 17. August 2000 4 Wochen | 4                                     | Bomfunk MC’s                          | Freestyler Raymond Ebanks, JS-16                                                                        | Das Lied der finnischen Hip-Hop-Gruppe war ein weltweiter Erfolg. |
| 18. August 2000 – 28. September 2000 6 Wochen | 6                                     | Madonna                               | Music Madonna, Mirwais Ahmadzaï                                                                         | Auch die zweite Single aus dem gleichnamigen Album der italienischstämmigen Sängerin schaffte eine Spitzenplatzierung.                                                                                                  |
| 29. September 2000 – 5. Oktober 2000 1 Woche | 1                                     | Eros Ramazzotti                       | Fuoco nel fuoco Eros Ramazzotti, Claudio Guidetti, Adelio Cogliati                                      | Für den italienischen Sänger ist es in seinem Heimatland der vierte Nummer-eins-Hit, das Lied war auch im Ausland erfolgreich.                                                                                          |
| 6. Oktober 2000 – 26. Oktober 2000 3 Wochen (insgesamt 4) | 4                                     | U2                                    | Beautiful Day U2                                                                                        | – |
| 27. Oktober 2000 – 2. November 2000 1 Woche | 1                                     | Ricky Martin                          | She Bangs Desmond Child, Walter Afanasieff, Robi Draco Rosa, Glenn Monroig, Julia Sierra, Daniel López  | – |
| 3. November 2000 – 9. November 2000 1 Woche (insgesamt 4) | 4                                     | U2                                    | Beautiful Day U2                                                                                        | – |
| 10. November 2000 – 16. November 2000 1 Woche | 1                                     | Backstreet Boys                       | Shape of My Heart Max Martin, Rami Yacoub, Lisa Miskovsky                                               | Auch der amerikanischen Boyband gelang ein Nummer-eins-Hit. Für Songwriter und Produzent Martin ist es bereits der dritte in diesem Jahr.                                                                               |
| 17. November 2000 – 7. Dezember 2000 3 Wochen | 3                                     | Lenny Kravitz                         | Again Lenny Kravitz                                                                                     | Weltweit erreichte das Lied nur in Italien die Chartspitze. |
| 8. Dezember 2000 – 14. Dezember 2000 1 Woche | 1                                     | Madonna                               | Don’t Tell Me Madonna, Mirwais Ahmadzaï, Joe Henry                                                      | Mit der dritten Single aus ihrem Nummer-eins-Album Music gelang der Künstlerin auch der dritte Nummer-eins-Hit innerhalb eines Jahres.                                                                                  |
| 15. Dezember 2000 – 11. Januar 2001 4 Wochen (insgesamt 7) | 7                                     | Shivaree                              | Goodnight Moon Ambrosia Parsley, Duke McVinnie                                                          | Nur in Italien konnte die Alternative-Band mit ihrer Debütsingle bis an die Spitze der Charts klettern. |

## Alben
| ← 1999 ← | Liste der Nummer-eins-Alben in Italien | Liste der Nummer-eins-Alben in Italien | Liste der Nummer-eins-Alben in Italien | 2001 →                    |
| \| Zeitraum \| Wo. ges. \| Interpret \| Titel \| Zusätzliche Informationen \| \| (Zeitraum, Wochen auf Platz eins, Interpret, Titel, zusätzliche Informationen) \| \| \| \| \| \| ------------------------------------------------------------------------------ \| -------- \| ----------------- \| ---------------------------------- \| ------------------------- \| \| 3. Dezember 1999 – 6. Januar 2000 5 Wochen (insgesamt 11) \| 11 \| Adriano Celentano \| Io non so parlar d’amore \| – \| \| 7. Januar 2000 – 13. Januar 2000 1 Woche (insgesamt 4) \| 4 \| Hevia \| No Man’s Land \| – \| \| 14. Januar 2000 – 27. Januar 2000 2 Wochen (insgesamt 11) \| 11 \| Adriano Celentano \| Io non so parlar d’amore \| – \| \| 28. Januar 2000 – 3. Februar 2000 1 Woche (insgesamt 4) \| 4 \| Hevia \| No Man’s Land \| – \| \| 4. Februar 2000 – 10. Februar 2000 1 Woche \| 1 \| Francesco Guccini \| Stagioni \| – \| \| 11. Februar 2000 – 17. Februar 2000 1 Woche (insgesamt 11) \| 11 \| Adriano Celentano \| Io non so parlar d’amore \| – \| \| 18. Februar 2000 – 24. Februar 2000 1 Woche (insgesamt 4) \| 4 \| Hevia \| No Man’s Land \| – \| \| 25. Februar 2000 – 2. März 2000 1 Woche \| 1 \| Oasis \| Standing on the Shoulder of Giants \| – \| \| 3. März 2000 – 9. März 2000 1 Woche (insgesamt 4) \| 4 \| Hevia \| No Man’s Land \| – \| \| 10. März 2000 – 20. April 2000 6 Wochen (insgesamt 11) \| 11 \| Santana \| Supernatural \| – \| \| 21. April 2000 – 27. April 2000 1 Woche \| 1 \| Piero Pelù \| Né buoni né cattivi \| – \| \| 28. April 2000 – 1. Juni 2000 5 Wochen (insgesamt 11) \| 11 \| Santana \| Supernatural \| – \| \| 2. Juni 2000 – 8. Juni 2000 1 Woche \| 1 \| Bon Jovi \| Crush \| – \| \| 9. Juni 2000 – 15. Juni 2000 1 Woche (insgesamt 11) \| 11 \| Santana \| Supernatural \| – \| \| 16. Juni 2000 – 14. September 2000 13 Wochen \| 13 \| Lùnapop \| …Squérez? \| – \| \| 15. September 2000 – 21. September 2000 1 Woche \| 1 \| Madonna \| Music \| – \| \| 22. September 2000 – 28. September 2000 1 Woche (insgesamt 2) \| 2 \| Mark Knopfler \| Sailing to Philadelphia \| – \| \| 29. September 2000 – 12. Oktober 2000 2 Wochen \| 2 \| Pooh \| Cento di queste vite \| – \| \| 13. Oktober 2000 – 19. Oktober 2000 1 Woche (insgesamt 2) \| 2 \| Mark Knopfler \| Sailing to Philadelphia \| – \| \| 20. Oktober 2000 – 26. Oktober 2000 1 Woche \| 1 \| Lenny Kravitz \| Greatest Hits \| – \| \| 27. Oktober 2000 – 9. November 2000 2 Wochen \| 2 \| U2 \| All That You Can’t Leave Behind \| – \| \| 10. November 2000 – 16. November 2000 1 Woche (insgesamt 7) \| 7 \| Adriano Celentano \| Esco di rado e parlo ancora meno \| – \| \| 17. November 2000 – 18. Januar 2001 9 Wochen \| 9 \| Beatles \| 1 \| 9 \| |                                        |                                        |                                        |                           |
| ← 1999 |                                        |                                        |                                        | → 2001 →                  |
| Zeitraum | Wo. ges.                               | Interpret                              | Titel                                  | Zusätzliche Informationen |
| (Zeitraum, Wochen auf Platz eins, Interpret, Titel, zusätzliche Informationen) |                                        |                                        |                                        |                           |
| 3. Dezember 1999 – 6. Januar 2000 5 Wochen (insgesamt 11) | 11                                     | Adriano Celentano                      | Io non so parlar d’amore               | –                         |
| 7. Januar 2000 – 13. Januar 2000 1 Woche (insgesamt 4) | 4                                      | Hevia                                  | No Man’s Land                          | –                         |
| 14. Januar 2000 – 27. Januar 2000 2 Wochen (insgesamt 11) | 11                                     | Adriano Celentano                      | Io non so parlar d’amore               | –                         |
| 28. Januar 2000 – 3. Februar 2000 1 Woche (insgesamt 4) | 4                                      | Hevia                                  | No Man’s Land                          | –                         |
| 4. Februar 2000 – 10. Februar 2000 1 Woche | 1                                      | Francesco Guccini                      | Stagioni                               | –                         |
| 11. Februar 2000 – 17. Februar 2000 1 Woche (insgesamt 11) | 11                                     | Adriano Celentano                      | Io non so parlar d’amore               | –                         |
| 18. Februar 2000 – 24. Februar 2000 1 Woche (insgesamt 4) | 4                                      | Hevia                                  | No Man’s Land                          | –                         |
| 25. Februar 2000 – 2. März 2000 1 Woche | 1                                      | Oasis                                  | Standing on the Shoulder of Giants     | –                         |
| 3. März 2000 – 9. März 2000 1 Woche (insgesamt 4) | 4                                      | Hevia                                  | No Man’s Land                          | –                         |
| 10. März 2000 – 20. April 2000 6 Wochen (insgesamt 11) | 11                                     | Santana                                | Supernatural                           | –                         |
| 21. April 2000 – 27. April 2000 1 Woche | 1                                      | Piero Pelù                             | Né buoni né cattivi                    | –                         |
| 28. April 2000 – 1. Juni 2000 5 Wochen (insgesamt 11) | 11                                     | Santana                                | Supernatural                           | –                         |
| 2. Juni 2000 – 8. Juni 2000 1 Woche | 1                                      | Bon Jovi                               | Crush                                  | –                         |
| 9. Juni 2000 – 15. Juni 2000 1 Woche (insgesamt 11) | 11                                     | Santana                                | Supernatural                           | –                         |
| 16. Juni 2000 – 14. September 2000 13 Wochen | 13                                     | Lùnapop                                | …Squérez?                              | –                         |
| 15. September 2000 – 21. September 2000 1 Woche | 1                                      | Madonna                                | Music                                  | –                         |
| 22. September 2000 – 28. September 2000 1 Woche (insgesamt 2) | 2                                      | Mark Knopfler                          | Sailing to Philadelphia                | –                         |
| 29. September 2000 – 12. Oktober 2000 2 Wochen | 2                                      | Pooh                                   | Cento di queste vite                   | –                         |
| 13. Oktober 2000 – 19. Oktober 2000 1 Woche (insgesamt 2) | 2                                      | Mark Knopfler                          | Sailing to Philadelphia                | –                         |
| 20. Oktober 2000 – 26. Oktober 2000 1 Woche | 1                                      | Lenny Kravitz                          | Greatest Hits                          | –                         |
| 27. Oktober 2000 – 9. November 2000 2 Wochen | 2                                      | U2                                     | All That You Can’t Leave Behind        | –                         |
| 10. November 2000 – 16. November 2000 1 Woche (insgesamt 7) | 7                                      | Adriano Celentano                      | Esco di rado e parlo ancora meno       | –                         |
| 17. November 2000 – 18. Januar 2001 9 Wochen | 9                                      | Beatles                                | 1                                      | 9                         |

## Jahreshitparaden
Für die Singlecharts der FIMI ist keine Jahreswertung verfügbar; die Jahreswertung der Singles bei M&D führte Bon Jovi mit It’s My Life an.

| ← 1999 ← | Liste der Nummer-eins-Hits in Italien              | Liste der Nummer-eins-Hits in Italien | Liste der Nummer-eins-Hits in Italien | 2001 →   |
| \| Position# \| Alben \| \| --------- \| -------------------------------------------------- \| \| 1 \| 1 Beatles \| \| 2 \| Supernatural Santana \| \| 3 \| …Squérez? Lùnapop \| \| 4 \| Esco di rado e parlo ancora meno Adriano Celentano \| \| 5 \| Stilelibero Eros Ramazzotti \| \| 6 \| All That You Can’t Leave Behind U2 \| \| 7 \| Io non so parlar d’amore Adriano Celentano \| \| 8 \| Greatest Hits Lenny Kravitz \| \| 9 \| No Man’s Land Hevia \| \| 10 \| Quando la mia vita cambierà Gigi D’Alessio \| |                                                    |                                       |                                       |          |
| ← 1999 |                                                    |                                       |                                       | → 2001 → |
| Position# | Alben                                              |                                       |                                       |          |
| 1 | 1 Beatles                                          |                                       |                                       |          |
| 2 | Supernatural Santana                               |                                       |                                       |          |
| 3 | …Squérez? Lùnapop                                  |                                       |                                       |          |
| 4 | Esco di rado e parlo ancora meno Adriano Celentano |                                       |                                       |          |
| 5 | Stilelibero Eros Ramazzotti                        |                                       |                                       |          |
| 6 | All That You Can’t Leave Behind U2                 |                                       |                                       |          |
| 7 | Io non so parlar d’amore Adriano Celentano         |                                       |                                       |          |
| 8 | Greatest Hits Lenny Kravitz                        |                                       |                                       |          |
| 9 | No Man’s Land Hevia                                |                                       |                                       |          |
| 10 | Quando la mia vita cambierà Gigi D’Alessio         |                                       |                                       |          |

## Belege
1. ↑  Guido Racca: M&D Top 100 Year-End: Singoli & Album 1960-2018. Selbstverlag, 2019, ISBN 978-1-980329-12-1, S. 12.

Siehe auch: Nummer-eins-Hits 2000 in  Australien, Belgien, Dänemark, Deutschland, Finnland, Frankreich, Irland, Japan, Kanada, Neuseeland, den Niederlanden, Norwegen, Österreich, Polen, Schweden, der Schweiz, Spanien, Ungarn, den Vereinigten Staaten und im Vereinigten Königreich.